# Показатель поглощения
Показа́тель поглоще́ния — величина, обратная расстоянию, на котором поток монохроматического излучения, образующего параллельный пучок, уменьшается в результате поглощения в среде в некоторое заранее оговоренное число раз.
В принципиальном плане степень ослабления потока излучения в данном определении можно выбирать любой, однако в научно-технической, справочной и нормативной литературе и в целом на практике используются два значения степени ослабления: одно, равное 10, и другое — числу е.

## Десятичный показатель поглощения
Если в определении показателя поглощения степень ослабления выбрана равной 10, то получающийся в результате показатель поглощения {\displaystyle a} называют десятичным. В этом случае расчёт производится по формуле:
{\displaystyle a={\frac {1}{l}}\log _{10}\left({\frac {\Phi _{0}}{\Phi (l)}}\right),}
где {\displaystyle \Phi _{0}} — поток излучения на входе в среду, {\displaystyle \Phi (l)} — поток излучения после прохождения им в поглощающей среде расстояния {\displaystyle l}.
Соответственно закон Бугера — Ламберта — Бера в таком случае принимает вид:
{\displaystyle \Phi (l)=\Phi _{0}10^{-al}.}
В дифференциальной форме его можно записать так:
{\displaystyle d\Phi =-\ln(10)a\Phi (l)dl.}
Здесь {\displaystyle d\Phi } — изменение потока излучения после прохождения им слоя среды с малой толщиной {\displaystyle dl}. Поскольку исходно предполагается, что ослабление излучения происходит только за счёт поглощения, то уменьшение потока излучения {\displaystyle d\Phi } одновременно представляет собой мощность, получаемую средой.
Десятичный показатель поглощения удобно использовать при выполнении оптотехнических расчётов, в частности, для определения коэффициентов пропускания оптических систем.

## Натуральный показатель поглощения
При использовании в определении показателя поглощения числа е получают показатель поглощения {\displaystyle a'}, называемый натуральным. Расчет при этом производится в соответствии с формулой:
{\displaystyle a'={\frac {1}{l}}\ln \left({\frac {\Phi _{0}}{\Phi (l)}}\right).}
Натуральный и десятичный показатели поглощения связаны друг с другом соотношением {\displaystyle a'=\ln(10)a} или приближённо {\displaystyle a'\approx 2.303a}.
С участием натурального показателя поглощения закон Бугера — Ламберта — Бера принимает вид:
{\displaystyle \Phi (l)=\Phi _{o}e^{-a'l}.}
Его вид в дифференциальной форме таков:
{\displaystyle d\Phi =-a'\Phi (l)dl.}
Всю энергию пучка, теряемую за счёт поглощения, получает среда. Поэтому для получаемой средой мощности {\displaystyle P} справедливо:
{\displaystyle dP=a'\Phi (l)dl,}
откуда для {\displaystyle a'} получается:
{\displaystyle a'={\frac {dP}{{\Phi }dl}}.}
Из последнего равенства следует важное свойство натурального показателя поглощения, которое можно воспринимать и как его альтернативное определение: натуральный показатель поглощения равен относительному значению мощности, поглощаемой слоем вещества малой единичной толщины при падении на него излучения.
Уравнения с участием натурального показателя поглощения имеют более компактный вид, чем в случае использования десятичного показателя поглощения, и не содержат имеющего искусственное происхождение множителя ln(10). Поэтому в научных исследованиях фундаментального характера, в особенности, касающихся взаимодействия излучения с веществом, преимущественно используется натуральный показатель поглощения.

## Единицы измерения
В рамках Международной системы единиц (СИ) выбор единиц измерения определяется соображениями удобства и сложившимися традициями. Наиболее широко используются обратные сантиметры (см−1) и обратные метры (м−1). При относительно больших значениях показателя поглощения используют обратные миллиметры.
После создания оптических материалов с экстремально низким поглощением и последовавшего вслед за этим развитием волоконной оптики в качестве единицы измерения показателя поглощения стали использовать дБ/км (dB/km). В этом случае расчёт значений показателя поглощения производится по формуле:
{\displaystyle a[dB/km]={\frac {10}{l}}\log _{10}\left({\frac {\Phi _{0}}{\Phi (l)}}\right),}
где {\displaystyle l} выражается в км.
Таким образом, дБ/км является в 106 раз более мелкой единицей, чем см−1. Соответственно, если показатель поглощения материала равен 1 дБ/км, то это означает, что его десятичный показатель поглощения равен 10−6 см−1.

## Об особенностях терминологии
Наличие близких по звучанию терминов приводит к широко распространённым неточностям и ошибкам в их употреблении и возникающим вследствие этого недоразумениям. Наиболее часто происходит смешение понятий в таких парах различных по смыслу терминов:
- Показатель поглощения и показатель ослабления
- Показатель поглощения и коэффициент поглощения
- Показатель ослабления и коэффициент ослабления
- Десятичные показатели поглощения и ослабления и их натуральные аналоги

Ситуация усугубляется различиями в терминологии, используемой в русско- и англоязычной литературе. В частности, недоразумения происходят из-за того, что в русском языке эквивалентом для «Attenuation coefficient» является не созвучный ему «Коэффициент ослабления», а «Показатель ослабления». Аналогично, эквивалентом английского «Absorption coefficient» является не коэффициент поглощения, а термин «Показатель поглощения».